# حمله رستوران اوهایو
حمله رستوران اوهایو (انگلیسی: Ohio restaurant machete attack) در ۱۱ فوریه، ۲۰۱۶ محمد بری وارد رستوران ناصره در کلمبوس، اوهایو شد و شروع به تهاجم به مشتریان رستوران با قداره کرد و چهار نفر را زخمی نمود و درحالیکه می‌خواست با خودروی تویوتا خود افسران پلیس را زیر بگیرد. با شلیک پلیس کشته شد.

## تحقیقات اف‌بی‌آی
بدنبال تحقیقات اف‌بی‌آی اعلام شد که این عمل تروریستی گرگ تنها است و به شخصی گفته می‌شود که به تنهایی و بدون اینکه با گروهی ارتباط سازمانی داشته یا از آن کمکی دریافت کند در حمایت از آن گروه، جنبش یا عقیده دست به اعمال خشونت‌آمیز می‌زند. محمد ابتدا به رستوران مراجعه کرد و هویت صاحب رستوران را پرسید و بعد که متوجه شد هانی بارزانی صاحب رستوران اهل اسرائیل است. رفت و نیم ساعت بعد با قداره وارد رستوران شد.